# Pluto köper korv
Pluto köper korv (engelska: Pluto's Purchase) är en amerikansk animerad kortfilm med Pluto från 1948.

## Handling
Pluto blir ivägskickad av sin husse Musse Pigg för att köpa korv. Det han dock inte berättar för Pluto är att korvarna är en present till hunden Butch. Butch försöker till och med norpa åt sig korvarna, och Pluto gör allt för att försvara sig, helt ovetande om vem korvarna är till.

## Om filmen
Filmen hade svensk premiär den 2 januari 1950 och visades på biografen Spegeln i Stockholm.

## Rollista
- James MacDonald – Musse Pigg
- Pinto Colvig – Pluto
- Clarence Nash – Butch[6]